# Sjaunja
Sjaunja är Sveriges näst största naturreservat, efter Vindelfjällsreservatet. Sjaunja naturreservat inrättades 1986, efter att tidigare ha varit ett fågelskyddsområde. Sjaunja är Sveriges största myrområde, med en areal på 285 000 hektar. Området börjar omkring tre mil nordväst om Gällivare, och sträcker sig västerut där det gränsar till Stora Sjöfallets nationalpark.
Sjaunja rymmer en lång serie landskapstyper; från högfjäll i väster via lågfjäll med fjällbjörkskogar till vidsträckta myrar och barrskogsområden i öster.
Våtmarkerna har klassats som ett av världens mest skyddsvärda våtmarksobjekt och är därmed också klassat som riksintresse för naturvård i ett mer nationellt perspektiv.
Djurlivet är rikt med framförallt en lång rad arter som är våtmarksberoende: änder, gäss, vadare, svanar, men även utrotningshotade rovfåglar märks som viktiga inslag. Vissa delar av reservatet har därför särskilda bestämmelser under den känsliga häckningstiden.
International Gold Exploration, ett svenskt gruv- och prospekteringsföretag, fick 2006 tillstånd att under tre år undersöka om det finns brytvärda koppar- och/eller guldfyndigheter inom Sjaunja naturskyddsområde.